# Biesiada Literacka

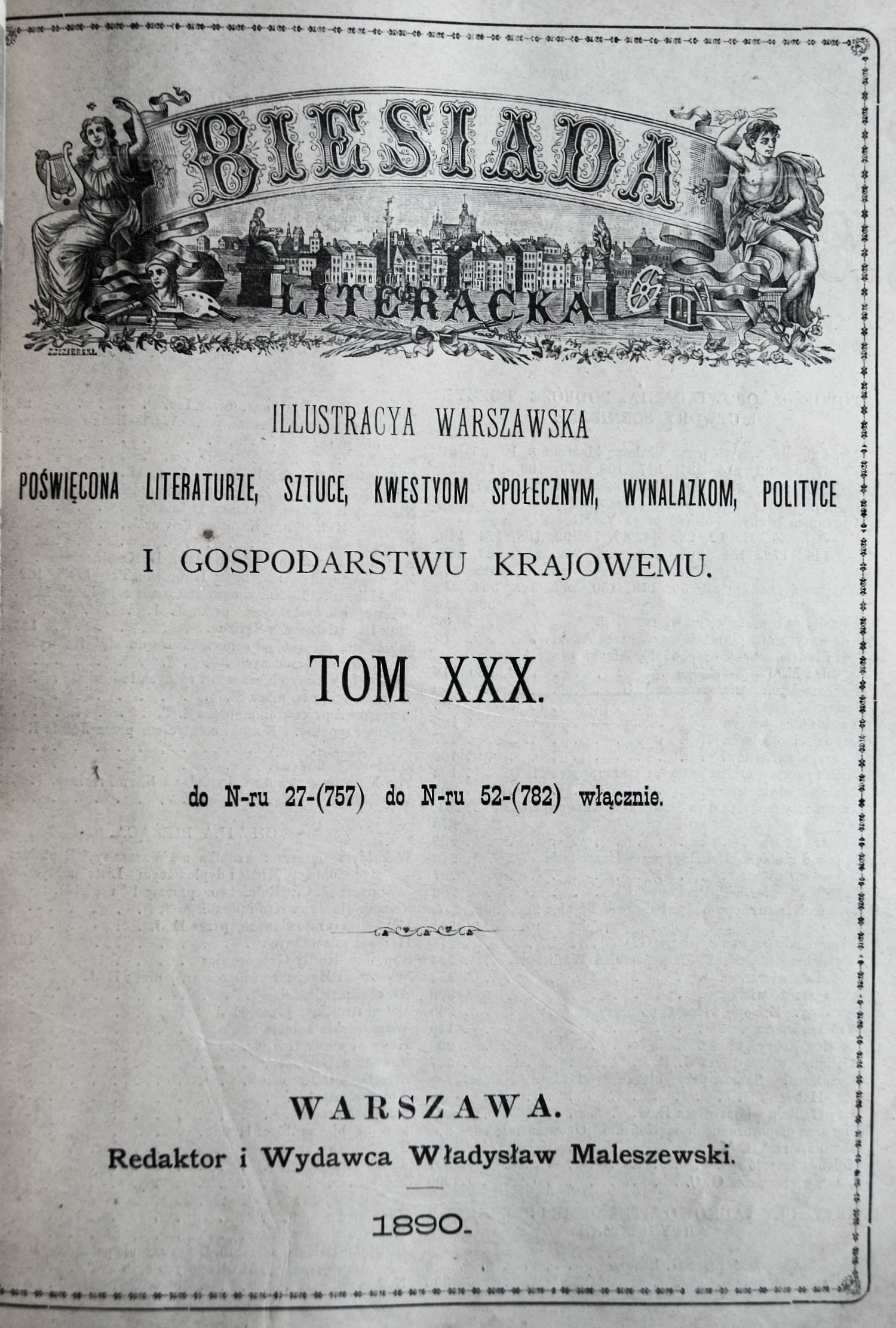
Strona tytułowa 30 tomu „Biesiady Literackiej”

Biesiada Literacka – ilustrowany tygodnik literacki i polityczny, ukazujący się w Warszawie od 7 stycznia 1876 do 30 czerwca 1917. Od roku 1881 nosił podtytuł „Pismo Ilustrowane Poświęcone Literaturze, Sztuce, Kwestiom Społecznym, Wynalazkom, Polityce i Gospodarstwu Krajowemu”. 
Nakład pisma w początkowym okresie wynosił 8000 egzemplarzy.Tytuł czasopisma zmieniał się kilkakrotnie: w październiku 1907 „Biesiada Polska”, od listopada 1907 „Lechita”, od października 1908 znów „Biesiada Literacka”. Redaktorami czasopisma byli kolejno G. Unger, M. Synoradzki, J. Stawecki, A.J. Niemira i znów M. Synoradzki.
W „Biesiadzie Literackiej ukazywały się utwory Adama Asnyka, Piotra Chmielowskiego, Jadwigi Łuszczewskiej - Deotymy, Michała Bałuckiego, Józefa Ignacego Kraszewskiego, Henryka Sienkiewicza, Bolesława Prusa, Marii Rodziewiczówny, Juliusza Kaden-Bandrowskiego. Ukazywały się również tłumaczenia dzieł Edmunda Amicisa, Harriet Beecher Stowe, Charlotte Brontë, Jamesa Fenimore’a Coopera, Johanna Wolfganga von Goethego, Guya de Maupassanta, Thomasa Mayne’a Reida, Prospera Mériméego, Marka Twaina i Jules’a Verne’a. Zamieszczano reprodukcje dzieł wybitnych malarzy polskich, jak Michał Elwiro Andriolli, Franciszek Kostrzewski, Artur Grottger, Wojciech Gerson, Jan Matejko, Henryk Rodakowski, Piotr Stachiewicz. Jan Gwalbert Olszewski i Jan Styka. Czasopismo redagowane było w duchu konserwatywnym, zbliżonym do Narodowej Demokracji.